# Музикален интервал
Интервал най-общо се нарича съотношението между височините на два музикални тона.

## Наименования на интервалите
Според броя на степените, включен в даден интервал, той може да бъде:
| Абсолютна стойност | Интервал | Разлика в степените на гамата              | Пример |
| ------------------ | -------- | ------------------------------------------ | ------ |
| 1                  | Прима    | няма разлика в степените (един и същи тон) |        |
| 2                  | Секунда  | между две съседни степени                  |        |
| 3                  | Терца    | между първата и третата степен             |        |
| 4                  | Кварта   | между първата и четвъртата степен          |        |
| 5                  | Квинта   | между първата и петата степен              |        |
| 6                  | Секста   | между първата и шестата степен             |        |
| 7                  | Септима  | между първата и седмата                    |        |
| 8                  | Октава   | между първата и осмата степен              |        |

Наименованията на интервалите са тези на латинските числителни имена от 1 до 8. Те следват основните имена на степените в музикалния лад и получават имената си именно във връзка със съотношението на тези степени спрямо основния тон – „тоника“, който се приема за „прима“. Горната класификация отразява разликата между тоновете. Така например между до и ре интервалът е секунда – една, а не две степени. При обозначението на степените се използват съответните арабски цифри. Те следват оригиналните наименования – за секунда – 2, за терца – 3 и така нататък.
| Абсолютна стойност | Интервал    | Разлика в степените на гамата | Пример |
| ------------------ | ----------- | ----------------------------- | ------ |
| 9                  | Нона        | октава + секунда              |        |
| 10                 | Децима      | октава + терца                |        |
| 11                 | Ундецима    | октава + кварта               |        |
| 12                 | Дуодецима   | октава + квинта               |        |
| 13                 | Терцдецима  | октава + секста               |        |
| 14                 | Квартдецима | октава + септима              |        |
| 15                 | Квинтдецима | октава + октава               |        |

## Прости и съставни интервали
- прости интервали – от прима до октава включително
- съставни (сложни) интервали – съставени от два прости интервала, единият от които е октава, а другият не е прима. Съставните интервали надвишават една октава, но не надвишават две.

## Малки и големи интервали
Музикалните интервали биват увеличени, умалени, чисти, големи, малки, двойно увеличени и двойно умалени.
- големи или малки – например „терца“ и „секунда“ – в този случай те следват някакъв натурален звукоред. Интервалите секунда, терца, секста и септима могат да бъдат малки и големи, но не могат да бъдат чисти.
- увеличени или умалени – кварта и квинта – в този случай обикновено става дума за хроматизъм
- чисти – интервалите прима, кварта, квинта и октава
- двойно увеличени и двойно умалени

В българския фолклор особено значение имат интервалите малка секунда (номинално полутон) и увеличена секунда („хиатус“ – номинално тон и половина).

## Количествена и качествена стойност
- Количествената величина отразява броя на степените, които се съдържат в даден интервал.
- Качествената величина отразяват броя на включените тонове и полутонове в границите на интервала.

Напр. интервалът терца се определя като голяма терца, когато включва 2 тона, и като малка терца, когато включва тон и половина.

## Консонантни и дисонантни интервали
По своята качествена величина интервалите се разделят консонантни (съзвучни) и дисонантни (противоречиви).

### Консонантни интервали
- съвършени – чистите прима, октава, квинта, кварта. Честотите им се изразяват с най-простите аритметични дробни отношения: 1:1, 2:1, 3:2, 4:3.
- несъвършени (големи, малки) – терци, сексти

### Дисонантни интервали
Дисонантни са секундите, септимите и всички умалени, увеличени, двойно умалени и двойно увеличени модификации на основните интервали.

## Мелодични и хармонични интервали
- мелодични, когато тоновете им звучат последователно
- хармонични, когато тоновете звучат едновременно

## Енхармонични интервали
Броят на степените определя абсолютното акустично отстояние във височините на тоновете. Например интервалът „до – ре{\displaystyle \sharp }“ и „до – ми{\displaystyle \flat }“ в абсолютни стойности е еднакъв. Тези два интервала са „енхармонични“, тъй като тоновете „ре{\displaystyle \sharp }“ и „ми{\displaystyle \flat }“ също са енхармонични. Съществуващата в по-ново време тенденция за определяне на интервала в абсолютни стойности намира приложение най-вече в акустиката.

## Дублиращи термини
Когато в музиката се говори за „диапазон“ (в октави), се има предвид значението на термина октава в акустиката, който не напълно съвпада с понятието за „октава“ като музикален интервал.
Същото се отнася за квартата и квинтата, когато тези термини се споменават във връзка с „квартовия“ и „квинтовия“ кръг на тоналностите, когато съответните термини „кварта“ и „квинта“ имат значение, което се доближава, но и твърде се различава от смисъла им като музикален интервал.